# 珠市社
珠市社是越南北江省下辖的一个市社。

## 地理
珠市社北、东都与陆岸县相接；南、西皆与陆南县接壤；西北接谅山省右陇县。

## 历史
珠市社原属陆岸县管辖。
2013年，建设部评定珠市镇扩大范围为四级城市（扩大范围包括珠市镇、义湖社全部区域，贵山社、清海社、住佑社、南阳社部分区域）。
2019年11月21日，义湖社并入珠市镇。
2024年7月30日，建设部评定珠都市为四级城市（珠都市城区包括珠市镇、红江社、住佑社、凤山社、不包括Khuân Rẽo村的清海社，郊区包括贵山社、南阳社、美安社、坚牢社和坚城社）；同时评定北江省拟设的珠市社准备设立坊的社级政区单位符合四级城市的设坊标准。
2024年9月28日，越南国会常务委员会通过决议，自2025年1月1日起，以陆岸县珠市镇、红江社、坚牢社、坚城社、美安社、南阳社、贵山社、凤山社、清海社、住佑社析置珠市社，珠市镇改制为珠坊，住佑社改制为住佑坊，红江社改制为红江坊，凤山社改制为凤山坊，清海社改制为清海坊。

## 行政区划
珠市社下辖5坊5社，市社人民委员会位于珠坊。
- 珠坊（Phường Chũ）
- 红江坊（Phường Hồng Giang）
- 凤山坊（Phường Phượng Sơn）
- 清海坊（Phường Thanh Hải）
- 住佑坊（Phường Trù Hựu）
- 坚牢社（Xã Kiên Lao）
- 坚城社（Xã Kiên Thành）
- 美安社（Xã Mỹ An）
- 南阳社（Xã Nam Dương）
- 贵山社（Xã Quý Sơn）